# Rye Foreign
Rye Foreign är en civil parish i Storbritannien.   Den ligger i grevskapet East Sussex och riksdelen England, i den sydöstra delen av landet, 80 km sydost om huvudstaden London. Antalet invånare är 335. Arean är 3,9 kvadratkilometer.
Terrängen i Rye Foreign är platt.